# Таймс-сквер
Таймс-сквер (англ. Times Square) — площадь в центральной части Манхэттена в городе Нью-Йорке в США, расположенная на пересечении Бродвея и Седьмой авеню в промежутке между 42-й и 47-й улицами. Центр Театрального квартала Нью-Йорка.
Площадь, прежде именовавшаяся Лонгакр-сквер (англ. Longacre square), получила своё современное название в апреле 1904 года, когда газета «Нью-Йорк Таймс» перенесла свою штаб-квартиру в ранее построенное здание Times Building (ныне Уан-Таймс-Сквер). В 1907 году на его крыше был установлен шар времени, ежегодный спуск которого наблюдает около миллиона зрителей.
Таймс-сквер является одной из самых посещаемых достопримечательностей мира, привлекающей около 50 миллионов посетителей ежегодно. Площадь называют «перекрёстком мира», она ежедневно пропускает через себя более 300 тысяч пешеходов и 115 тысяч водителей и пассажиров, на ней работает 170 тысяч человек. Таймс-сквер является символом Нью-Йорка и всех Соединённых Штатов.

## История
Во второй половине XVIII века район принадлежал Джону Морену Скотту, главе нью-йоркского ополчения, где он служил под командованием Джорджа Вашингтона. Возле особняка Скотта на нынешней 43-й улице велось сельское хозяйство, в частности коневодство.
В 1904 году нью-йоркский издатель Адольф Очс (англ. Adolph S. Ochs) перенёс свою газетную деятельность в новое здание (ныне Таймс Сквер, 1) на 42-й улице в центре района, известного как Лонгэйкр-сквер (англ. Longacre Square). Он убедил тогдашнего мэра Нью-Йорка Джорджа Макклеллана построить там же станцию метро и назвать её «Таймс-сквер». 8 апреля 1904 года площадь торжественно была переименована при участии мэра, а спустя всего 3 недели на стене банка на углу 46-й улицы и Бродвея появилось первое электрифицированное рекламное объявление.
Газета переехала в более просторные офисы в 1913 году. Старое здание Таймс-билдинг впоследствии было переименовано в Эллайд-Кемикал-билдинг, ныне известное под названием «Таймс-сквер, 1». Кроме того, в 1913 году компания Lincoln Highway Association, возглавляемая предпринимателем Карлом Г. Фишером, выбрала пересечение 42-й улицы и Бродвея, в юго-восточном углу площади Таймс-сквер, как восточную оконечность шоссе Линкольна — первой дороги через всю территорию Соединённых Штатов, изначально протянувшейся на 3389 миль (5454 км) через 13 штатов до западной оконечности в Линкольн-парке, Сан-Франциско, штат Калифорния.
По мере роста города Нью-Йорк, Таймс-сквер быстро стал культурным центром, полным театрами, концертными залами и высококлассными отелями.
Таймс-сквер быстро стал нью-йоркской агорой — местом, где собирались, ожидая больших вестей или отмечая их, будь то чемпионат США по бейсболу или президентские выборы
Джеймс Трауб
The Devil's Playground: A Century of Pleasure and Profit in Times Square
Жизнь знаменитостей, таких как Ирвинг Берлин, Фред Астер и Чарли Чаплин была тесно связана с Таймс-сквер в 1910-х и 1920-х годах. В это время площадь прозвали The Tenderloin (злачная поляна), поскольку это якобы было наиболее желаемое место в Манхэттене. Однако именно в этот период район был осажден преступностью и коррупцией в виде игорного бизнеса и проституции; особенно большую огласку получил арест и последующее наказание полицейского Карла Беккера.
Общая атмосфера изменилась с началом Великой депрессии в 1930 году. Таймс-сквер приобрел репутацию опасного района на многие последующие десятилетия. С 1960-х до начала 1990-х, различные пип-шоу, круглосуточные эротические кинотеатры, лавки, торгующие дешёвыми сувенирами для туристов, секс-шопы и театры для взрослых, стали печально известным символом упадка города. Эта перемена хорошо отображена в произведениях Деймона Руньона (англ. Damon Runyon), по мюзиклу которого в 1955 году был снят фильм «Парни и куколки» (англ. Guys and Dolls). На десятилетия вперёд соседство с этим районом считалось опасным. В таких знаменитых и мрачных фильмах, как «Полуночный ковбой» или «Таксист», есть сцены на Таймс-сквер.
В 1980-х годах в западной части центра города начался коммерческий строительный бум, как часть долгосрочного плана развития, утверждённого мэрами Нью-Йорка Эдом Кочем и Дэвидом Динкинсом. В середине 1990-х годов мэр Рудольф Джулиани (1994—2002) прикладывал усилия, чтобы «очистить» район, повышал безопасность, закрывал порнографические театры, боролся с торговцами наркотиками, чтобы открыть новые туристические достопримечательности и высококлассные заведения. В результате многие магазины с эротической продукцией были закрыты либо переехали в промышленные районы Бруклина и Квинса. Сторонники реконструкции утверждают, что окрестности стали безопаснее и чище. Критики возражают, что несправедливо высылались малообеспеченные жители из близлежащих районов, таких как Адская кухня.
В 1990 году штат Нью-Йорк стал владельцем 6 из 9 исторических театров на 42-й улице. Была создана некоммерческая организация «Новая 42-я улица» (англ. New 42nd Street), призванная наблюдать за восстановлением и уходом за театрами. Театры обновили свой репертуар бродвейских шоу, закрылись либо были перепрофилированы под коммерческие проекты.
Сейчас Таймс-сквер 1 знаменит в частности тем, что каждый год 31 декабря в 23 ч 59 мин с его высоты опускают хрустальный шар, знаменуя начало Нового года. А начало этой традиции положила газета Нью-Йорк Таймс 31 декабря 1907 года, запустив салют. На сегодняшний день это основное новогоднее мероприятие в Нью-Йорке; ежегодно его воочию наблюдают сотни тысяч людей, покрыв всю площадь и соседние улицы. Во время Второй мировой войны традиция была заменена минутой молчания, нарушаемая записью звона церковных колоколов.
В 1972 году эстрадный артист Дик Кларк (англ. Dick Clark) начал ежегодную получасовую трансляцию встречи Нового года на Таймс-сквер, сопровождая её популярной музыкой и комментариями из разных городов США. В среднем в новогоднюю ночь на площади собирается 750 000 зрителей, а в канун Нового 2000 года по приблизительным оценкам собралось 2 млн человек, заполонив не только площадь и близлежащие улицы, но и несколько кварталов вокруг, таким образом побив рекорд с августа 1945 года, когда отмечалось окончание Второй мировой войны.

## Таймс-сквер сегодня
Бродвейские театры, огромное количество яркой неоновой рекламы и указатели в телевизионном стиле сделали Таймс-сквер одним из неотъемлемых символов бурной жизни Нью-Йорка. Это единственный район города, где его обитатели обязаны выставлять яркие рекламные щиты.
Густота неоновой рекламы на площади соперничает с рекламой Лас-Вегаса. Официально, рекламные щиты на Таймс-сквер называют «зрелищными» (англ. spectaculars).
В 1992 году начал свою деятельность Альянс Таймс-сквер (ранее известный как Times Square Business Improvement District) — объединение бизнесов, призванных улучшить качество коммерции и чистоту района. В настоящий момент площадь может похвастаться «Студией Таймс-сквер» телекомпании ABC, откуда в прямом эфире идёт ежедневная передача «Доброе утро, Америка»; детально разработанными магазинами известных фирм Toys «R» Us, Virgin Records and Hershey’s; ресторанами кухонь мира и рядом современных кинотеатров. На площади и возле неё также имеется большое количество головных офисов крупных финансовых, издательских и медийных корпораций. Большой полицейский участок на площади способствует безопасности в районе. Хотя находятся и такие, кто говорит, что площадь потеряла искру своего былого величия и напоминает «Диснеевскую» пародию на саму себя в прошлом.
Наиболее известные вывески — билборд Toshiba непосредственно под местом ежегодного падения новогоднего шара, семиэтажный дисплей NASDAQ MarketSite, стоимость которого при установке в 1999 году составляла 37 млн долларов, и большой светодиодный дисплей Coca-Cola, принадлежащий и управляемый компанией Samsung. 4 декабря 2008 года появились первые экологически чистые дисплеи Таймс-сквер, питаемые от ветра и солнечной энергии.
1 января 2002 года новоизбранный мэр Нью-Йорка Майкл Блумберг принял на площади присягу при вступлении в должность в присутствии уходящего мэра Рудольфа Джулиани. На церемонии присутствовало 500 тысяч человек, она сопровождалась беспрецедентными мерами безопасности в связи с недавней трагедией 11 сентября 2001 года. Более 7000 полицейских обеспечивали безопасность мероприятия — в два раза больше, чем обычно.
С 14 августа 2003 по 15 августа 2003 года площадь потемнела в результате отключения электропитания, которое парализовало большую часть региона и части Канады на 24 часа. Электроснабжение было окончательно восстановлено вечером в пятницу, 15 августа.
Утром 6 марта 2008 сообщали о небольшой бомбе, принесшей незначительный ущерб, без человеческих жертв.
26 февраля 2009 года мэр Майкл Блумберг объявил, что дороги вдоль Бродвея, начиная с 42-й улицы и до 47-й, будут преобразованы в пешеходные. То же самое было сделано с 33-35-й стрит. Блумберг заявил, что эти действия «сделают Нью-Йорк более пригодным для жизни путём сокращения загрязнения, снизят количество происшествий с участием пешеходов».
1 мая 2010 года, на Таймс-сквер были эвакуированы жители с 43—46-й стрит из-за обнаружения начинённого взрывчаткой автомобиля. Nissan Pathfinder тёмного цвета с шедшим из него дымом был припаркован на углу 45-й улицы и Седьмой авеню. Установлено, что это была неудачная попытка теракта, в результате которой никто не пострадал.
Вебкамеры Таймс Сквер и Площади Даффи
|  |

## Основные здания
| - Таймс-сквер, 1 - Reuters Building (Таймс-сквер, 3) - Здание издательства Конде Наст (Таймс-сквер, 4) - Таймс-сквер, 5 - Таймс-сквер, 11 - Башня Таймс-сквер - Здание издательства Нью-Йорк Таймс - Башня Банка Америки - Орион - Театр Paramount Pictures - Мариотт — Маркиз Нью-Йорк | - AXA-Эквитебл-Центр - Уан-Астор-Плаза - W Times Square - Шератон Нью-Йорк - Worldwide Plaza, 1 - Бродвей, 1500 - Бертельсманн-Билдинг - Бродвей, 1585 - Седьмая Авеню, 810 - Церковь Святой Девы Марии |

## Присутствие корпораций
Следующие корпорации имеют свои главные офисы в этом районе:
| - Condé Nast Publications - Ernst & Young - Instinet - Lehman Brothers - Morgan Stanley - MTV Networks | - The New York Times Company - Skadden, Arps, Slate, Meagher & Flom - Reuters - Elizabeth Taylor - Viacom - General Electric |